# مارماهی پاشلکی دم‌بریده
مارماهی پاشلکی دم‌بریده (نام علمی: Cyematidae) نام یک تیره از راسته مارماهی‌سانان پلیکانی است.